# سیارک ۴۰۴
سیارک ۴۰۴ (به انگلیسی: 404 Arsinoe، نامگذاری:1895BY) چهارصد و چهارمین سیارک کشف شده‌است که در ۲۰ ژوئن ۱۸۹۵ و در نیس کشف شد.
قدر مطلق سیارک برابر ۹٫۰۱ است.